# Правила Тромпа — Тейлора
Правила Тромпа — Тейлора (также называемые иногда «The logical rules of go» — «Логичные правила го») — свод правил игры го, построенный Джоном Тромпом и Биллом Тейлором для разработки компьютерных программ, играющих в го. Отличаются предельной лаконичностью и формальной точностью.

## Положения правил
1. В го играют на квадратной сетке 19х19 линий, каждое пересечение которых называется пунктом. Играют два игрока, называемые «чёрными» и «белыми».
2. Каждый пункт может иметь либо чёрный, либо белый, либо пустой цвет.
3. Из пункта P, не имеющего цвета C, доступен цвет С, если существует непрерывный путь из пунктов того же цвета, что и P, соединённых по вертикали или горизонтали, от пункта P до любого пункта цвета C.
4. Очистка цвета — процесс удаления цвета для всех пунктов, из которых недостижим пустой цвет.
5. Игра начинается с пустой доски. Игроки ходят по очереди, первый ход делают чёрные.
6. При своём ходе игрок может либо ходить, либо пасовать. Если игрок ходит, этот ход не должен приводить к повторению ранее встречавшейся в партии раскраски пунктов доски.
7. Ход состоит в раскраске одного из пунктов в цвет игрока. Затем выполняется очистка цвета противника, затем — очистка цвета ходившего игрока.
8. Игра завершается после достижения двух последовательных пасов.
9. Очки игрока складываются из количества пунктов его цвета и количества пустых пунктов, из которых достижим только его цвет.
10. Игрок, имеющий большее количество очков после завершения партии, является победителем. При равном количестве очков объявляется ничья.

## Комментарий
Нетрудно заметить, что правила Тромпа-Тейлора описывают процесс игры как формальную процедуру раскраски игрового поля в три цвета. Эти правила, в отличие от большинства известных сводов, предназначены для восприятия не человеком, а компьютером, в связи с чем требований наглядности и понятности не предъявлялось. По этой же причине правила целиком опираются на простейшие вычислимые характеристики позиции и не содержат отсылок к более сложным тактическим элементам игры. Дополнительные правила игры, такие как фора или коми, вообще не введены в основной свод, поскольку рассматриваются как дополнения, не влияющие на суть игры.
Если попытаться изложить правила Тромпа-Тейлора более привычным для людей языком, можно выделить следующие их особенности:
- Правила базируются на топологическом определении понятия территории — территорией является совокупность пустых пунктов, из которых можно найти путь к пунктам либо только чёрного, либо только белого цвета. Таким образом, в отличие от японских правил, где никакие пункты в сэки не учитываются при подсчёте очков, в данном случае окружённые целиком одним цветом пункты будут территорией соответствующего игрока.
- Аналогично территории топологически определяется мёртвая группа, что позволяет обойтись без понятия «дамэ» (дыхательного пункта). Практически правило «очистки цвета» аналогично стандартно сформулированному правилу жизни группы, у которой есть хотя бы одно дамэ, так что в этом смысле правила Тромпа-Тейлора ничем не отличаются от всех прочих правил го.
- Позиционное суперко — запрещён ход, приводящий к возникновению той же раскраски доски.
- Разрешены самоубийственные ходы, при которых снимается собственная группа более чем из одного камня. Это следует из трёхступенчатой процедуры хода (закрасить пункт, очистить цвет противника, очистить свой цвет). Суицид одного камня запрещён, поскольку запрещено повторение позиции.
- Порядок подсчёта очков соответствует китайским правилам — очки приносит территория и собственные живые камни. Поэтому для окончательного доигрывания все нейтральные пункты на доске должны быть заняты.
- Удаление обречённых групп после завершения игры не предусмотрено вообще. Игрок не должен пасовать, пока не сняты все группы противника, которые можно снять, поскольку после двух пасов все оставшиеся на доске камни считаются живыми. Для практического применения в играх людей правила необходимо дополнять процедурой согласования статуса групп и доигрывания (по аналогии с правилами Инга или AGA).